# Thời đại đồ đá mới ở Hy Lạp
Thời đại đồ đá mới ở Hy Lạp là một thuật ngữ khảo cổ học được sử dụng để nhắc đến giai đoạn thời đại đồ đá mới của lịch sử Hy Lạp mà bắt đầu bằng việc truyền bá nông nghiệp tới Hy Lạp vào khoảng năm 7000–6500 TCN. Trong suốt giai đoạn này, nhiều sự thay đổi đã xuất hiện như là việc thiết lập và mở rộng một nền kinh tế kết hợp trồng trọt và chăn nuôi gia súc, những sáng tạo về mặt kiến trúc (ví dụ như "kiểu megaron" và những ngôi nhà "kiểu Tsangli"), cũng như là sự tinh vi trong nghệ thuật và chế tác công cụ.

## Phân chia thời kỳ
Cuộc cách mạng thời đại đồ đá mới vuơn tới châu Âu bắt đầu vào khoảng năm 7000–6500 TCN khi những người nông dân từ khu vực Cận Đông tiến vào bán đảo Hy Lạp từ Anatolia chủ yếu bằng việc đi từ hòn đảo này sang hòn đảo khác xuyên qua khu vực biển Aegea. Người ta tin rằng những cư dân nói tiếng Ấn-Âu này có nguồn gốc từ thảo nguyên Pontic-Caspi tại khu vực ngày nay là Ukraine và Nga, đã di cư tới châu Âu vào khoảng năm 3100-3000 TCN. Các nhà khảo cổ học hiện đại đã chia thời đại đồ đá mới của lịch sử Hy Lạp thành sáu giai đoạn: Tiền Đồ gốm, Sơ kỳ đồ đá mới, Trung Kỳ đồ đá mới, Hậu kỳ đồ đá mới I, Hậu kỳ đồ đá mới II và Cuối thời đại đồ đá mới (hoặc thời kỳ đồng đá).
| Thời kỳ                                         | Niên đại xấp xỉ |
| ----------------------------------------------- | --------------- |
| Tiền đồ gốm                                     | 6800–6500 TCN   |
| Sơ Kỳ đồ đá mới                                 | 6500–5800 TCN   |
| Trung Kỳ đồ đá mới                              | 5800–5300 TCN   |
| Hậu Kỳ đồ đá mới I                              | 5300–4800 TCN   |
| Hậu Kỳ đồ đá mới II                             | 4800–4500 TCN   |
| Cuối Thời đại đồ đá mới (hoặc thời đại đồng đá) | 4500–3200 TCN   |

## Các khu định cư thuộc thời đại đồ đá mới ở Hy Lạp
Đây là các ước tính dân số của các xóm, làng, và thị trấn thuộc thời đại đồ đá mới ở Hy Lạp theo thời gian. Lưu ý rằng có một số vấn đề liên quan tới việc xác định quy mô của các khu định cư riêng lẻ, và ước tính cao nhất dành cho một khu định cư cụ thể, trong một giai đoạn cụ thể, có thể gấp vài lần mức thấp nhất.
| Thị trấn       | 7000 TCN | 6000 TCN | 5000 TCN   | 4000 TCN | 3800 TCN | 3700 TCN |
| -------------- | -------- | -------- | ---------- | -------- | -------- | -------- |
| Nea Nikomedeia |          | 500–700  |            |          |          |          |
| Sesklo         |          |          | 1,000–5000 |          |          |          |
| Dimini         |          |          |            |          |          |          |
| Hang Franchthi |          |          |            |          |          |          |
| Athens         |          |          |            |          |          |          |

## Tiền đồ gốm
Thời kỳ Tiền đồ gốm (Aceramic) thuộc thời đại đồ đá ở Hy Lạp được đặc trưng bởi việc thiếu vắng các bình bằng đất sét nung và một nền kinh tế dựa trên nông nghiệp và chăn nuôi. Những khu định cư này bao gồm các túp lều nằm ngầm một phần được đào vào lòng đất cùng với các cộng đồng có từ 50 tới 100 người ở các vùng đất như là Argissa (Thessaly), Dendra (Argolid) và Franchthi. Những cư dân này trồng trọt nhiều loại cây trồng khác nhau (ví dụ như lúa mì einkorn, lúa mì nguyên thủy, lúa mạch, đậu lăng và đậu Hà Lan), tiến hành đánh cá, săn bắn, chăn nuôi (như là chăn nuôi gia súc, lợn, cừu, chó và dê), cải tiến công cụ (như là lưỡi dao làm từ đá lửa và đá vỏ chai) và sản xuất đồ trang sức từ đất sét, vỏ sò, xương và đá.

## Sơ kỳ đồ đá mới
Thời kỳ Tiền đồ gốm thuộc thời đại đồ đá mới ở Hy Lạp được kế tiếp bởi thời kỳ Sơ kỳ đồ đá mới, giai đoạn này nền kinh tế vẫn còn dựa trên việc canh tác và chăn nuôi, các khu định cư vẫn còn bao gồm những căn lều một phòng riêng rẽ với mỗi cộng đồng có từ 50 tới 100 người (đơn vị cơ bản của xã hội là thị tộc hoặc gia đình mở rộng). Lò sưởi và bếp được xây dựng trong các khoảng không gian trống nằm giữa các túp lều và được sử dụng thường xuyên. Trong giai đoạn Sơ kỳ đồ đá mới, công nghệ làm đồ gốm mà vốn đòi hỏi việc nung thành công những chiếc bình chậu đã được hoàn thiện và các tập quán mai táng bao gồm việc mai táng trong các hố thô sơ, hỏa táng người chết, thu lượm xương, và chôn cất nghĩa địa.

## Trung kỳ đồ đá mới
Giai đoạn Trung kỳ đồ đá mới được đặc trưng bởi việc phát triển các kỹ thuật kiến trúc mới như là những ngôi nhà được xây dựng với móng bằng đá và phát triển nhà ở kiểu megaron (những ngôi nhà một phòng hình chữ nhật với mái hiên mở hoặc kín). Hơn nữa, ngôi nhà "kiểu Tsangli", đặt theo tên của khu định cư Tsangli, đã được phát triển trong giai đoạn Trung kỳ Đồ đá mới; nhà ở "kiểu Tsangli" có hai trụ chống trong nhà ở mỗi bên (được thiết kế để chống đỡ mái của ngôi nhà và phân chia không gian ở thành các căn phòng riêng rẽ cho những chức năng riêng biệt như là kho, nơi chế biến thực phẩm và chỗ ngủ) cùng với một hàng cột trụ nằm ở trung tâm của căn phòng vuông. Trong lĩnh vực nghệ thuật, mô týp mê cung hình uốn khúc đã được tìm thấy trên các con dấu và đồ nữ trang thuộc giai đoạn Sơ kỳ đồ đá mới và ở một quy mô nhỏ hơn thuộc giai đoạn Trung kỳ đồ đá mới. Giai đoạn Trung kỳ đồ đá mới kết thúc với sự phá hủy các khu định cư chắc chắn bằng lửa; các cộng đồng như là Sesklo đã bị bỏ hoang trong khi các cộng đồng như là Tsangli-Larisa ngay lập tức đã có người ở trở lại.

## Hậu kỳ đồ đá mới

### Hậu kỳ đồ đá mới I (LNI)
Giai đoạn Hậu kỳ đồ đá mới I được đặc trưng bởi việc mở rộng các khu định cư và sự phát triển của nền kinh tế nông nghiệp với việc các cây bụi và những khu vực rừng cây đã được khai hoang để nhằm tạo thêm các vùng đất dành cho trồng trọt và chăn nuôi. Trong giai đoạn này, những loại cây trồng mới đã được trồng như lúa mì, lúa mạch đen, kê và yến mạch (thực phẩm được nấu trong các lò sưởi và bếp vốn thường được tìm thấy bên trong những ngôi nhà). Các loại động vật như cừu và dê được nuôi để lấy len của chúng dùng dệt quần áo. Các cộng đồng là nơi sinh sống của từ 100–300 người được tổ chức theo kiểu xã hội thành các gia đình hạt nhân và những khu định cư bao gồm các cấu trúc hình chữ nhật lớn theo kiểu megaron với những khung cột trụ bằng gỗ và móng bằng đá. Nhiều khu định cư được bao quanh bởi các con hào sâu từ 1.5–3.5 và rộng từ 4–6, chúng có lẽ được xây dựng để phòng thủ chống lại những loài động vật hoang dã và để bảo vệ tài sản bằng việc thiết lập biên giới giữa các khu định cư.

### Hậu kỳ đồ đá mới II (LNII)
Giai đoạn hậu kỳ đồ đá mới I được kế tiếp bởi giai đoạn Hậu kỳ đồ đá mới II, đời sống kinh tế và xã hội trong các khu định cư thuộc giai đoạn này vẫn tiếp tục diễn ra.

## Kết thúc thời đại đồ đá mới
Giai đoạn Kết thúc thời đại đồ đá mới (hoặc thời đại đồng đá) tạo ra sự chuyển đổi từ nền kinh tế nông nghiệp và chăn nuôi thời đại đồ đá mới sang nền kinh tế dựa trên nền tảng kim loại thuộc giai đoạn Sơ kỳ đồ đồng. Sự chuyển đổi này diễn ra một cách dần dần khi mà các cư dân nông nghiệp của Hy Lạp bắt đầu nhập khẩu đồng thau và đồng, họ cũng sử dụng các kỹ thuật gia công đồng cơ bản được phát triển đầu tiên ở Tiểu Á mà vốn có sự tiếp xúc về văn hóa với họ.

## Dân cư
Theo Gareth Alun Owens, thời đại đồ đá mới đã chứng kiến sự phát triển của tiếng Minoan và Hy Lạp như là các ngôn ngữ Ấn Âu riêng biệt ở Crete và Hy Lạp. Trong các nghiên cứu khảo cổ học, những người nói ngôn ngữ Hy Lạp-Armenia đã tách khỏi ngữ hệ Ấn-Âu nguyên thủy vào khoảng năm 5300–5000 TCN trùng với thời điểm lan truyền nông nghiệp thời đại đồ đá mới từ Tiểu Á tới Hy Lạp cùng với đó tiếng Hy Lạp đã phát triển thành một ngôn ngữ riêng biệt trước thời điểm khoảng năm 4000 TCN.

### Trích dẫn
1. ↑  Pashou, Drineas & Yannaki 2014, p. 5: "The earliest Neolithic sites with developed agricultural economies in Europe dated 8500–9000 BPE are found in Greece. The general features of material culture of the Greek Neolithic and the genetic features of the preserved crops and associated weeds of the earliest Greek Neolithic sites point to Near Eastern origins. How these Near Eastern migrants reached Greece is a matter of speculation...Our data support the Anatolian rather than the Levantine route because they consistently show the Aegean islands to be connected to the Near East through Anatolia. Archaeological evidence from Greek and Near Eastern and Anatolian Neolithic sites suggests that multiple waves of Neolithic migrants reached Greece and Southern Europe. Most likely multiple routes were used in these migrations but, as our data show, the maritime route and island hopping was prominent."
2. 1 2 3 4  "Neolithic Period in Greece: Pre-Ceramic Neolithic". Athens: Foundation of the Hellenic World. 1999–2000.
3. 1 2 3 4  "Neolithic Period in Greece: Early Neolithic". Athens: Foundation of the Hellenic World. 1999–2000.
4. 1 2 3 4 5  "Neolithic Period in Greece: Middle Neolithic". Athens: Foundation of the Hellenic World. 1999–2000.
5. 1 2 3 4 5 6  "Neolithic Period in Greece: Late Neolithic I". Athens: Foundation of the Hellenic World. 1999–2000.
6. 1 2  "Neolithic Period in Greece: Late Neolithic II". Athens: Foundation of the Hellenic World. 1999–2000.
7. 1 2  "Neolithic Period in Greece: Final Neolithic or Chalcolithic". Athens: Foundation of the Hellenic World. 1999–2000.
8. ↑  Milisauskas 2011, tr. 182.
9. ↑  Runnels & Murray 2001, tr. 146: "Theocharis believed that the entire area from there to the upper acropolis of the site was filled with habitations and that Sesklo was a town of perhaps 5,000 people, rather than a village. Other archaeologists working at the site have reduced the population estimate to between 1,000 and 2,000, but either way, Sesklo was a settlement of impressive size in its day."
10. ↑  Pullen 2008, tr. 20; van Andels & Runnels 1988, "The transition to the Early Bronze Age", pp. 238–240; French 1973, tr. 53.
11. ↑  Owens 2007, p. 5: "Η ελληνική γλώσσα εξελίχθηκε από μια διάλεκτο της πρώτο-ινδοευρωπαϊκής οικογένειας σε μια ξεχωριστή γλώσσα κατά τη Νεολιθική Περίοδο, και μάλλον μια τέτοια διεργασία σημειώθηκε στον ελλαδικό χώρο...Οι ρίζες της μινωικής γλώσσας ανιχνεύονται στη γλώσσα των νεολιθικών κατοίκων της Κρήτης, οι οποίοι έφεραν μια διάλεκτο της πρώτο-ινδοευρωπαϊκής οικογένειας περίπου στα 8–7.000 π.Χ.."
12. ↑  Gray & Atkinson 2003, tr. 437–438; Atkinson & Gray 2006, p. 102.